# Narita Tomomi

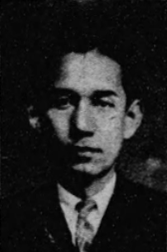
Narita Tomomi

Narita Tomomi (japanisch 成田 知己; geboren 15. November 1912 in Takamatsu (Präfektur Kagawa); gestorben 9. März 1979) war ein japanischer Politiker.

## Leben und Wirken
Narita Tomomi machte seinen Studienabschluss an der Universität Tokio und nahm seine Arbeit bei „Mitsui Kōzan“ (三井鉱山), der Vorläufereinrichtung von „Mitsui Kinzoku Kōgyō“ auf.
Nach dem Zweiten Weltkrieg wechselte Narita zu Mitsui Chemicals und übernahm dort die Leitung der Korrespondenzabteilung. 1947 wurde er von der Sozialistischen Partei Japans (SPJ) als einer von vier SPJ-Kandidaten im Wahlkreis 1 von Kagawa (SNTV-Dreimandatswahlkreis) für die Wahlen zum Abgeordnetenhaus, dem Unterhaus des Nationalparlaments, aufgestellt und mit dem zweithöchsten Stimmenanteil gewählt. Er wurde anschließend zwölfmal wiedergewählt.
Narita gehörte zum Zeitpunkt der Parteispaltung dem linken Flügel an, war seit 1958 Leiter des Parteibüros für allgemeine Angelegenheiten, 1960 des Politikrats und des Organisationsbüros und war viele Jahre lang als linker Theoretiker im Sicherheitsbereich tätig. Nachdem er 1962 Generalsekretär geworden war, arbeitete er als Vermittler zwischen der linken und der rechten Fraktion an der Konsolidierung der Parteistruktur. Von Oktober 1968 bis Dezember 1977, also ungewöhnlich lange, war er Parteivorsitzender. Nach dem schwachen Abschneiden der SPJ bei den Wahlen 1977 zum Rätehaus, dem Oberhaus des Nationalparlaments, trat er zurück.
Obwohl Narita keine Erfahrung in der Arbeiter- und Bauernbewegung hatte, trat er in den 1970er Jahren aufgrund seiner theoretischen und politischen Fähigkeiten für die Oppositionseinheitsfront (野党共闘 yatō kyōtō) mit der KPJ einerseits und den Mitte-links- bzw. aus SPJ-Perspektive Mitte-rechts-Parteien DSP und Kōmeitō andererseits ein. Er erkrankte und starb früh an Akuter myeloischen Leukämie.
Naritas Schriften sind in den drei Bänden „Narita Tomomi – Katsudō no Kiroku“ (成田知巳・活動の記録), die von 1981 bis 1982 publiziert.